# SeeB
SeeB ist ein norwegisches Elektro- und Musikproduzenten-Duo. Es besteht aus Simen Eriksrud und Espen Berg. Der Name SeeB ergab sich aus den Namen von Simen Eriksrud und Espen Berg.

## Geschichte
Simen Eriksrud und Espen Berg stammen beide aus Trondheim. Berg wuchs mit englischer und US-amerikanischer Popmusik auf. Er zog nach Oslo und gründete dort 1999 die Livingroom Studios. Eriksrud spielte zunächst Keyboard in der dreiköpfigen Trondheimer Band Padington, schrieb außerdem Songs für die Band und bearbeitete die Demos am Computer. Nachdem er Berg kennengelernt hat, der sich zu dieser Zeit bereits als Musikproduzent etabliert hatte, stieg er 2002 als Mitinhaber bei den Livingroom Studios ein. Ihr Tonstudio wurde von bekannten Künstlern wie Lady Gaga genutzt.
Zunächst arbeiteten die beiden unter dem Namen Simen & Espen. Unter anderem waren sie als Produzenten und Co-Writer für Loreen (Heal, 2012), Diana Vickers (Music To Make Boys Cry, 2013) und Kiesza (Sound Of A Woman, 2014) tätig. 2015 gründeten sie das EDM-Duo SeeB, mit dem sie Remixe einiger Songs von Kiesza, Tove Lo, Shawn Mendes und Coldplay veröffentlichten.
Bekannt wurde SeeB durch einen Remix des Songs I Took A Pill In Ibiza von Mike Posner. Das Original erschien im Sommer 2015, doch erst der deutlich schnellere, elektronische SeeB-Remix wurde im Frühjahr 2016 zu einem internationalen Hit. Er erreichte die Top Ten der Charts in über zwanzig Ländern, darunter die Spitzenposition der UK Single Charts, Platz 4 der Billboard 200 und Platz 5 der deutschen Single-Charts.
Als ersten eigenen Original-Track veröffentlichten SeeB die Single Breathe, mit dem Sänger Neev als Featuring, am 11. März 2016 bei EMI. Im darauffolgenden Monat erschien bei Island Records die EP Intro to SeeB mit dem Song Breathe und vier Remix-Tracks. Die Single Breathe hielt sich 16 Wochen in den norwegischen Charts mit einer Höchstplatzierung auf Rang 7.
Das Duo war beim norwegischen Musikpreis Spellemannprisen 2018 in den Kategorien „Popgruppe“ für ihre EP Nice To Meet You und „Hit des Jahres“ für die Single Drink About nominiert, konnte aber keinen der Preise gewinnen. Auch bei beim im Mai 2020 vergebenen Spellemannprisen 2019 wurden sie in der Kategorie „Popgruppe“ ausgezeichnet.

## Diskografie

### Alben
| Jahr | Titel                       | Höchstplatzierung, Gesamtwochen, AuszeichnungChartsChartplatzierungen (Jahr, Titel, Platzierungen, Wochen, Auszeichnungen, Anmerkungen) | Anmerkungen                           |
| Jahr | Titel                       | NO | Anmerkungen                           |
| ---- | --------------------------- | --- | ------------------------------------- |
| 2020 | Sad in Scandinavia (Part 1) | NO11 Platin · (5 Wo.)NO | Erstveröffentlichung: 24. Juli 2020   |
| 2021 | Sad in Scandinavia          | NO25 (1 Wo.)NO | Erstveröffentlichung: 29. Januar 2021 |

EPs
- 2016: Intro to SeeB (Island Records)
- 2018: Nice to Meet You (Island Records)

### Singles
| Jahr | Titel Album                                    | Höchstplatzierung, Gesamtwochen, AuszeichnungChartplatzierungen (Jahr, Titel, Album, Platzierungen, Wochen, Auszeichnungen, Anmerkungen) | Höchstplatzierung, Gesamtwochen, AuszeichnungChartplatzierungen (Jahr, Titel, Album, Platzierungen, Wochen, Auszeichnungen, Anmerkungen) | Höchstplatzierung, Gesamtwochen, AuszeichnungChartplatzierungen (Jahr, Titel, Album, Platzierungen, Wochen, Auszeichnungen, Anmerkungen) | Höchstplatzierung, Gesamtwochen, AuszeichnungChartplatzierungen (Jahr, Titel, Album, Platzierungen, Wochen, Auszeichnungen, Anmerkungen) | Höchstplatzierung, Gesamtwochen, AuszeichnungChartplatzierungen (Jahr, Titel, Album, Platzierungen, Wochen, Auszeichnungen, Anmerkungen) | Höchstplatzierung, Gesamtwochen, AuszeichnungChartplatzierungen (Jahr, Titel, Album, Platzierungen, Wochen, Auszeichnungen, Anmerkungen) | Höchstplatzierung, Gesamtwochen, AuszeichnungChartplatzierungen (Jahr, Titel, Album, Platzierungen, Wochen, Auszeichnungen, Anmerkungen) | Anmerkungen                                                |
| Jahr | Titel Album                                    | DE | AT | CH | UK | US | NO | SE | Anmerkungen                                                |
| ---- | ---------------------------------------------- | --- | --- | --- | --- | --- | --- | --- | ---------------------------------------------------------- |
| 2016 | Breathe –                                      | DE43 Gold · (22 Wo.)DE | AT49 (17 Wo.)AT | — | — | — | NO7 ×3Dreifachplatin · (16 Wo.)NO | SE13 ×2Doppelplatin · (20 Wo.)SE | Erstveröffentlichung: 11. März 2016 feat. Neev             |
| 2016 | What Do You Love –                             | — | — | — | — | — | NO2 ×2Doppelplatin · (17 Wo.)NO | SE20 ×2Doppelplatin · (19 Wo.)SE | Erstveröffentlichung: 14. September 2016 feat. Jacob Banks |
| 2017 | Under Your Skin –                              | — | — | — | — | — | NO30 (4 Wo.)NO | — | Erstveröffentlichung: 3. März 2017 mit R. City             |
| 2017 | Boys in the Street –                           | — | — | — | — | — | — | SE79 (1 Wo.)SE | Erstveröffentlichung: 2. Juni 2017 mit Greg Holden         |
| 2017 | Rich Love –                                    | DE64 Gold · (7 Wo.)DE | AT58 (7 Wo.)AT | CH33 (21 Wo.)CH | UK84 (8 Wo.)UK | — | NO7 (19 Wo.)NO | SE10 Platin · (20 Wo.)SE | Erstveröffentlichung: 14. Juli 2017 mit OneRepublic        |
| 2017 | Cruel World –                                  | — | — | — | — | — | NO26 (13 Wo.)NO | — | Erstveröffentlichung: 10. November 2017 mit Skip Marley    |
| 2018 | Drink About Sad in Scandinavia                 | — | — | — | — | — | NO2 (21 Wo.)NO | SE25 (17 Wo.)SE | Erstveröffentlichung: 6. April 2018 mit Dagny              |
| 2018 | Grip Sad in Scandinavia                        | — | — | — | — | — | NO25 (8 Wo.)NO | — | Erstveröffentlichung: 6. Dezember 2018 mit Bastille        |
| 2019 | Free to Go Sad in Scandinavia                  | — | — | — | — | — | NO14 (4 Wo.)NO | — | Erstveröffentlichung: 12. April 2019 mit Highasakite       |
| 2019 | Bigger Than Finding the Opposite of Loneliness | — | — | — | — | — | NO22 (2 Wo.)NO | — | Erstveröffentlichung: 15. November 2019 mit Justin Jesso   |
| 2020 | Kiss Somebody Hard Feelings                    | — | — | — | — | — | NO12 Platin · (7 Wo.)NO | — | Erstveröffentlichung: 3. Januar 2020 mit Julie Bergan      |
| 2020 | Don’t You Wanna Play? Sad in Scandinavia       | — | — | — | — | — | NO27 Platin · (1 Wo.)NO | — | Erstveröffentlichung: 3. Juli 2020 mit Julie Bergan        |

Weitere Singles
- 2015: Simple Life
- 2017: Alive (mit MrJaxx)
- 2018: Lost Boys (mit Ocean Park Standoff)
- 2019: Fade Out (mit Olivia O’Brien & Space Primates)
- 2020: Best I Can (mit American Authors)
- 2020: Unfamiliar (mit Goodboys & HRVY)
- 2020: Sad in Scandinavia (mit Zak Abel)

### Remixe (Auswahl)
| Jahr | Titel Album                             | Höchstplatzierung, Gesamtwochen, AuszeichnungChartplatzierungen (Jahr, Titel, Album, Platzierungen, Wochen, Auszeichnungen, Anmerkungen) | Höchstplatzierung, Gesamtwochen, AuszeichnungChartplatzierungen (Jahr, Titel, Album, Platzierungen, Wochen, Auszeichnungen, Anmerkungen) | Höchstplatzierung, Gesamtwochen, AuszeichnungChartplatzierungen (Jahr, Titel, Album, Platzierungen, Wochen, Auszeichnungen, Anmerkungen) | Höchstplatzierung, Gesamtwochen, AuszeichnungChartplatzierungen (Jahr, Titel, Album, Platzierungen, Wochen, Auszeichnungen, Anmerkungen) | Höchstplatzierung, Gesamtwochen, AuszeichnungChartplatzierungen (Jahr, Titel, Album, Platzierungen, Wochen, Auszeichnungen, Anmerkungen) | Höchstplatzierung, Gesamtwochen, AuszeichnungChartplatzierungen (Jahr, Titel, Album, Platzierungen, Wochen, Auszeichnungen, Anmerkungen) | Höchstplatzierung, Gesamtwochen, AuszeichnungChartplatzierungen (Jahr, Titel, Album, Platzierungen, Wochen, Auszeichnungen, Anmerkungen) | Anmerkungen                                                                 |
| Jahr | Titel Album                             | DE | AT | CH | UK | US | NO | SE | Anmerkungen                                                                 |
| ---- | --------------------------------------- | --- | --- | --- | --- | --- | --- | --- | --------------------------------------------------------------------------- |
| 2015 | I Took a Pill in Ibiza At Night, Alone. | DE5 ×2Doppelplatin · (45 Wo.)DE | AT4 (35 Wo.)AT | CH4 (54 Wo.)CH | UK1 ×4Vierfachplatin · (47 Wo.)UK | US4 ×6Sechsfachplatin · (37 Wo.)US | NO1 ×3Dreifachplatin · (34 Wo.)NO | SE7 ×8Achtfachplatin · (60 Wo.)SE | Erstveröffentlichung: 24. Juli 2015 (reg. VÖ & Remix) Künstler: Mike Posner |

Weitere Remixe
- 2015: Kiesza – Cut Me Loose
- 2015: Shawn Mendes – Stitches
- 2016: Tove Lo – Moments
- 2016: Coldplay feat. Beyoncé – Hymn for the Weekend
- 2016: OneRepublic – Kids
- 2017: Clean Bandit feat. Demi Lovato – Solo
- 2017: David Guetta feat. Justin Bieber – 2U
- 2018: Taylor Swift – Delicate
- 2019: 5 Seconds of Summer – Easier

## Auszeichnungen für Musikverkäufe
| Goldene Schallplatte - Australien - 2023: für die Single Rich Love - Brasilien - 2024: für die Single Rich Love - Dänemark - 2017: für die Single Breathe - 2020: für die Single Rich Love - Italien - 2018: für die Single Rich Love - Kanada - 2017: für die Single Rich Love - Neuseeland - 2019: für die Single Rich Love 3× Platin-Schallplatte - Australien - 2016: für die Single I Took a Pill in Ibiza - Belgien - 2017: für die Single I Took a Pill in Ibiza - Portugal - 2020: für die Single I Took a Pill in Ibiza - Spanien - 2016: für die Single I Took a Pill in Ibiza | 4× Platin-Schallplatte - Dänemark - 2021: für die Single I Took a Pill in Ibiza 5× Platin-Schallplatte - Neuseeland - 2024: für die Single I Took a Pill in Ibiza 6× Platin-Schallplatte - Italien - 2017: für die Single I Took a Pill in Ibiza - Niederlande - 2016: für die Single I Took a Pill in Ibiza | 7× Platin-Schallplatte - Kanada - 2017: für die Single I Took a Pill in Ibiza Diamantene Schallplatte - Frankreich - 2017: für die Single I Took a Pill in Ibiza - Polen - 2021: für die Single I Took a Pill in Ibiza 2× Diamantene Schallplatte - Brasilien - 2024: für die Single I Took a Pill in Ibiza |

Anmerkung: Auszeichnungen in Ländern aus den Charttabellen bzw. Chartboxen sind in ebendiesen zu finden.
| Land/RegionAuszeichnungen für Musikverkäufe (Land/Region, Auszeichnungen, Verkäufe, Quellen) | Gold     | Platin       | Diamant     | Verkäufe  | Quellen              |
| -------------------------------------------------------------------------------------------- | -------- | ------------ | ----------- | --------- | -------------------- |
| Australien (ARIA)                                                                            | Gold1    | 3× Platin3   | —           | 245.000   | aria.com.au          |
| Belgien (BRMA)                                                                               | —        | 3× Platin3   | —           | 120.000   | ultratop.be          |
| Brasilien (PMB)                                                                              | Gold1    | —            | 2× Diamant2 | 520.000   | pro-musicabr.org.br  |
| Dänemark (IFPI)                                                                              | 2× Gold2 | 4× Platin4   | —           | 450.000   | ifpi.dk              |
| Deutschland (BVMI)                                                                           | 2× Gold2 | 2× Platin2   | —           | 1.200.000 | musikindustrie.de    |
| Frankreich (SNEP)                                                                            | —        | —            | Diamant1    | 233.333   | snepmusique.com      |
| Italien (FIMI)                                                                               | Gold1    | 6× Platin6   | —           | 325.000   | fimi.it              |
| Kanada (MC)                                                                                  | Gold1    | 7× Platin7   | —           | 600.000   | musiccanada.com      |
| Neuseeland (RMNZ)                                                                            | Gold1    | 5× Platin5   | —           | 165.000   | radioscope.co.nz     |
| Niederlande (NVPI)                                                                           | —        | 6× Platin6   | —           | 180.000   | nvpi.nl              |
| Norwegen (IFPI)                                                                              | —        | 15× Platin15 | —           | 150.000   | ifpi.no              |
| Polen (ZPAV)                                                                                 | —        | —            | Diamant1    | 250.000   | olis.pl              |
| Portugal (AFP)                                                                               | —        | 3× Platin3   | —           | 30.000    | Einzelnachweise      |
| Schweden (IFPI)                                                                              | —        | 21× Platin21 | —           | 840.000   | sverigetopplistan.se |
| Spanien (Promusicae)                                                                         | —        | 3× Platin3   | —           | 120.000   | elportaldemusica.es  |
| Vereinigte Staaten (RIAA)                                                                    | —        | 6× Platin6   | —           | 6.000.000 | riaa.com             |
| Vereinigtes Königreich (BPI)                                                                 | —        | 4× Platin4   | —           | 2.400.000 | bpi.co.uk            |
| Insgesamt                                                                                    | 9× Gold9 | 88× Platin88 | 4× Diamant4 |           |                      |